# بژگی دولنه
بژگی دولنه (به لهستانی:  Brzegi Dolne) یک روستا در لهستان است که در گمینا اوستژکی دولنه واقع شده‌است.